# Teddia dioscoris
Teddia dioscoris är en bönsyrseart som beskrevs av Burr 1899. Teddia dioscoris ingår i släktet Teddia och familjen Mantidae. Inga underarter finns listade i Catalogue of Life.